# Plantago chamaepsyllium
Plantago chamaepsyllium är en grobladsväxtart som beskrevs av Michael Zohary. Plantago chamaepsyllium ingår i släktet kämpar, och familjen grobladsväxter. Inga underarter finns listade i Catalogue of Life.